# Kaštel v Záturčí
Kaštel Záturčie (slovensky Kaštieľ Záturčie) je kulturní památka (kaštel), nacházející se na kopci nad městskou částí Záturčie v Martině.

## Historie

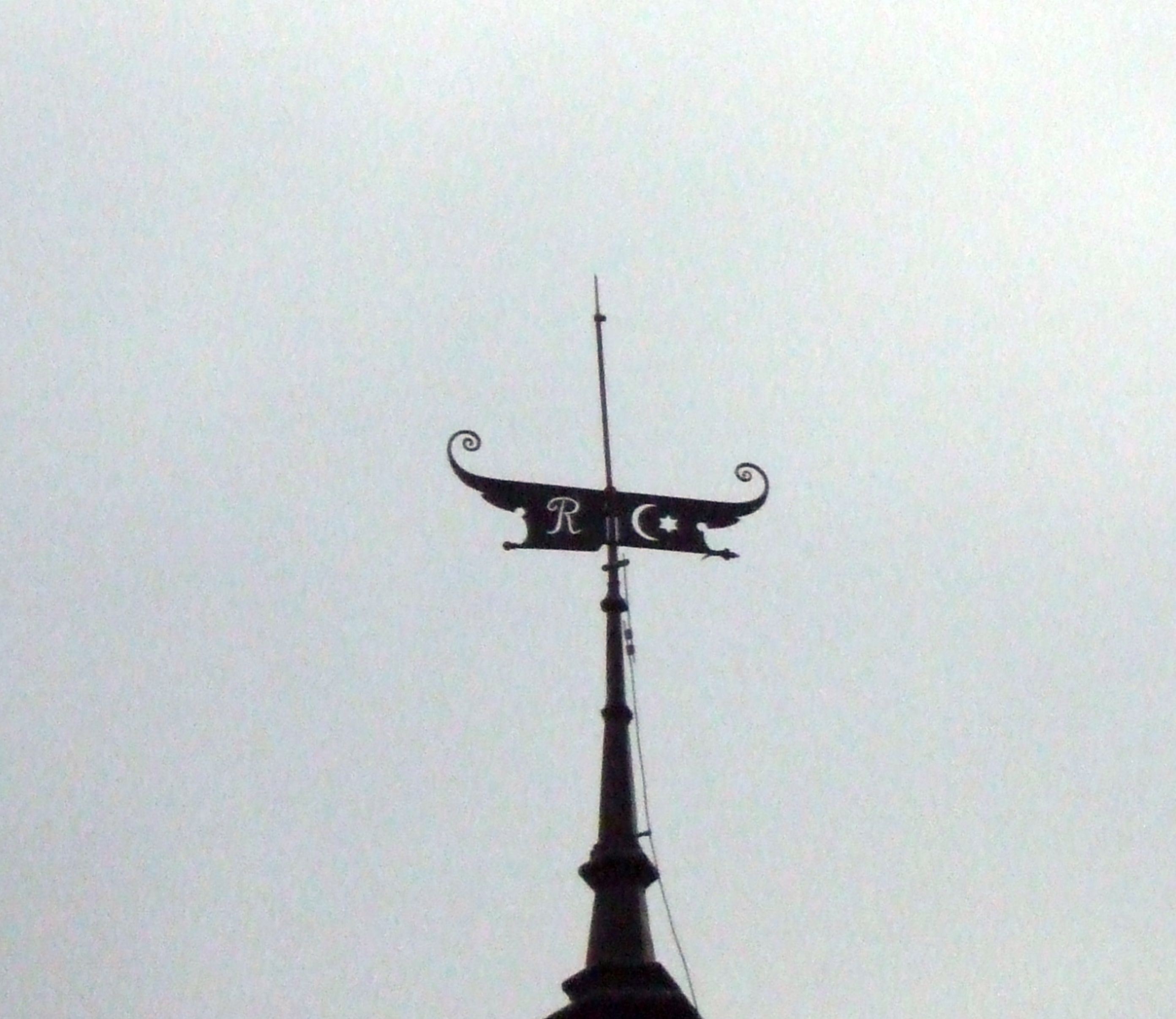
Ubývající měsíc a hvězda na věži jsou symbolem boje proti Turkům, písmeno R znamená jména Révai a Reichl.

V bývalé obci Horní Záturčie dal v roce 1640 František V. Révai postavit evangelický kostel, který však byl v roce 1672 uzavřen z důvodu protireformace v Uhersku. V letech 1894 - 1896 jej dal František IX. Révai přestavět na kaštel a po smrti ho odkázal svému služebníku Janovi Raichle z Horní Štubně.
Po vzniku ČSR byla v budově v roce 1921 zřízena první slovenská rolnická škola, později budovu užíval Státní statek Martin. V rámci restitucí se po roce 1989 zámeček vrátil Raichlovcům, kteří jej přebudovali na penzion s restaurací.